# The World Swappers
The World Swappers   (1959) este un roman science fiction al scriitorului britanic John Brunner. A fost publicat pentru prima oară în Statele Unite de către Ace Books în 1959, în Ace Double D-391 împreună cu Siege of the Unseen de A. E. van Vogt.

## Prezentare
Galaxia a fost prinsă în viciul zdrobitor al unei lupte pentru putere. Titanii politici ai planetelor umane și-au prezentat ofertele de supremație. Concurenții sunt: Consilierul, un om cu puteri ciudate, cu autoritate în sferele intelectului; Bassett, om cu puterea banilor, expert financiar și om de afaceri. Cum asociația lumilor umane se apropie de marginea revoluției, unul din acești oameni ar fi în măsură să triumfe. Singurul lucru pe care nici una dintre părți nu l-ar fi putut prevedea era că alții călătoresc printre stele, căutând lumi noi de cucerit...